# Tug of War (Paul McCartney)
| Recensione                    | Giudizio |
| ----------------------------- | -------- |
| AllMusic                      | [ 6 ]    |
| Robert Christgau              | B+       |
| Encyclopedia of Popular Music | [ 8 ]    |
| The Great Rock Discography    | [ 9 ]    |
| Pitchfork                     | [ 10 ]   |
| PopMatters                    | [ 11 ]   |
| Q                             | [ 12 ]   |
| Rolling Stone                 | [ 13 ]   |
| Piero Scaruffi                | [ 14 ]   |
| Uncut                         | [ 15 ]   |
| Ondarock                      | 7.5/10   |

Tug of War è il quinto album da solista di Paul McCartney, pubblicato nel 1982, il primo dopo la morte di John Lennon, cui è dedicato il brano Here Today. Preceduto dalla pubblicazione del singolo Ebony and Ivory, cantato in coppia con Stevie Wonder, l'album ebbe un ampio successo internazionale.

## Registrazione
Dopo la conclusione dell'avventura con i Wings, McCartney richiamò il suo vecchio produttore dei tempi dei Beatles, George Martin, per iniziare a registrare una canzone scritta per il personaggio animato Rupert Bear (del quale McCartney deteneva i diritti), intitolata We All Stand Together. Le sedute di registrazione si prolungarono fino al 9 dicembre 1980, quando al mattino, McCartney si svegliò apprendendo la notizia che il suo vecchio partner artistico, John Lennon, era stato assassinato la sera prima all'uscita di casa sua a New York. Abbandonando le sedute di registrazione (dove Paul e Denny Laine stavano ultimando la futura B-Side Rainclouds), sia Martin che McCartney decisero che era meglio accantonare il progetto momentaneamente, per poi ricominciare appena si fossero sentiti pronti.
Nel febbraio 1981, due mesi dopo l'omicidio di Lennon, Paul McCartney ritornò in sala di incisione, insieme a Stevie Wonder, Stanley Clarke, Carl Perkins e Ringo Starr, producendo diverse nuove canzoni durante le sessioni. Gli ultimi due pezzi registrati agli AIR Studios di Montserrat (incisi tra il 27 febbraio e il 2 marzo) furono i duetti con Stevie Wonder, Ebony and Ivory e What's That You're Doing, brano, quest'ultimo, che Wonder iniziò a comporre direttamente in studio. L'ex chitarrista dei 10cc Eric Stewart presenziò anch'egli in studio durante la lavorazione dell'album. Ulteriori sedute furono tenute durante l'estate agli studi AIR a Oxford Street di proprietà di George Martin, dove il produttore si occupò anche di organizzare e curare le sedute. Il lavoro svolto in studio fu così proficuo che venne prodotto molto materiale, diverse canzoni finiranno infatti anche nel successivo album Pipes of Peace del 1983. Il resto del 1981, fu trascorso da McCartney e Martin a dare gli ultimi ritocchi al disco.

## Tracce
Tutte le canzoni, a parte dove annotato, sono di Paul McCartney.
1. Tug of War – 4:22
2. Take It Away – 4:14
  - con Ringo Starr alla batteria e George Martin al piano
3. Somebody Who Cares – 3:19
4. What's That You're Doing? (McCartney, Stevie Wonder) – 6:19
  - Duetto con il coautore della canzone Stevie Wonder
5. Here Today – 2:27
  - Il tributo di McCartney a John Lennon
6. Ballroom Dancing – 4:07
7. The Pound Is Sinking – 2:54
8. Wanderlust – 3:49
9. Get It – 2:29
  - Duetto con Carl Perkins
10. Be What You See (Link) – 0:34
11. Dress Me Up as a Robber – 2:41
12. Ebony and Ivory – 3:43
  - Duetto con Stevie Wonder

### Edizione rimasterizzata del 1993
L'edizione rimasterizzata del 1993 non contiene tracce bonus.

### Edizione rimasterizzata del 2015
L'edizione rimasterizzata su doppio CD del 2015, contiene le seguenti tracce bonus:
1. Stop, You Don't Know Where She Came From (demo) – 1:44
2. Wanderlust (demo) – 1:46
3. Ballroom Dancing (demo) – 2:04
4. Take It Away (demo) – 5:37
5. The Pound Is Sinking (demo) – 2:35
6. Something That Didn't Happen (demo) – 2:17
7. Ebony and Ivory (demo) – 1:46
8. Dress Me Up as a Robber/Robber Riff (demo) – 3:42
Tracce 1–8 precedentemente inedite
9. Ebony and Ivory (Solo version) – 3:50
10. Rainclouds (Paul McCartney/Denny Laine) – 3:13
B-side del singolo Ebony and Ivory
11. I'll Give You a Ring – 3:09
B-side del singolo Take It Away

## Formazione
- Paul McCartney - voce, basso, chitarra acustica, batteria, vocoder, percussioni, sintetizzatore, chitarra elettrica, pianoforte
- Denny Laine - chitarra acustica, chitarra elettrica, chitarra sintetica, basso in Wanderlust
- Campbell Maloney - batteria
- Carl Perkins - chitarra elettrica, cori
- Eric Stewart - chitarra elettrica, cori
- Ringo Starr - batteria in Take It Away e Wanderlust
- Steve Gadd - batteria
- Stanley Clarke - basso
- George Martin - pianoforte, Fender Rhodes
- Adrian Sheppard - batteria, percussioni
- Dave Mattacks - batteria, percussioni
- Carl Perkins - voce, chitarra in Get It
- Stevie Wonder - sintetizzatore, pianoforte, Fender Rhodes, cori,
- Keith Harvey - violoncello
- Ian Jewel - viola
- Bernard Partridge - violino
- Jack Rothstein - violino
- Adrian Brett - flauto di Pan
- Andy Mackay - lyricon
- Jack Brymer - clarinetto
- Linda McCartney - cori

## Classifiche

### Classifiche settimanali
| Classifica (1982) | Posizione massima |
| ----------------- | ----------------- |
| Australia         | 2                 |
| Austria           | 2                 |
| Canada            | 1                 |
| Francia           | 2                 |
| Germania          | 1                 |
| Giappone          | 1                 |
| Italia            | 1                 |
| Norvegia          | 1                 |
| Nuova Zelanda     | 4                 |
| Paesi Bassi       | 1                 |
| Regno Unito       | 1                 |
| Spagna            | 4                 |
| Stati Uniti       | 1                 |
| Svezia            | 1                 |
| Svizzera          | 3                 |

### Classifiche di fine anno
| Classifica (1982) | Posizione |
| ----------------- | --------- |
| Australia         | 7         |
| Austria           | 7         |
| Canada            | 14        |
| Francia           | 12        |
| Germania          | 25        |
| Italia            | 13        |
| Regno Unito       | 18        |
| Spagna            | 14        |
| Stati Uniti       | 28        |